# Крипі-паста

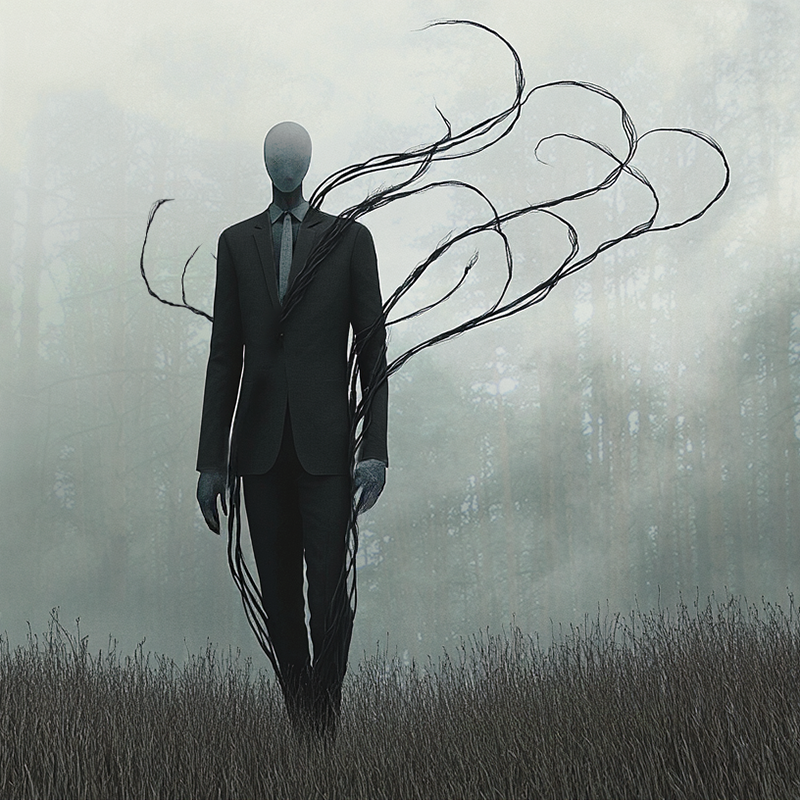
Найвідоміший персонаж крипі-паст. Слендермен (або Слендер) персонаж, створений учасником інтернет-форума Something Awful у 2009 в наслідування персонажам міських легенд (художнє зображення)

Крипі-па́ста, також крипіпа́ста (англ. Creepypasta, від англ. Creepy — «моторошний» і розм. англ. Copypaste — «копіпаста, скопійований текст») — жанр інтернет-фольклору, невеликі оповідання, легенди, зображення та анімація, поширювані в інтернеті, мета яких — збудити почуття страху та занепокоєння у читача чи глядача.

## Характерні риси
Крипі-паста поширюється здебільшого в формі тексту, фото, статей в інтернеті шляхом копіювання-вставлення. Її створюють пересічні відвідувачі вебсайтів, які не є професійними письменниками (можуть бути винятки, наприклад манґа Дзюндзі Іто, що стала де-факто крипі-пастою). Зазвичай сюжет подається від першої особи, ніби оповідач сам брав участь у моторошних подіях, або був їхнім свідком. Типово в ній не надається пояснень описаних явищ, але розповідь може супроводжуватися «доказами»: фото чи відео. Більшість «доказів» — це зумисне зроблені фото- й відеомонтажем зображення. Нерідко крипі-паста містить описи вбивства, самогубства та пов'язана зі смертю, монстрами, невідомими сутностями й надприродними силами, а фінал може бути обірваним або неповним, що залишає відчуття недосказаності та ще більше лякає сприймача.

## Історія

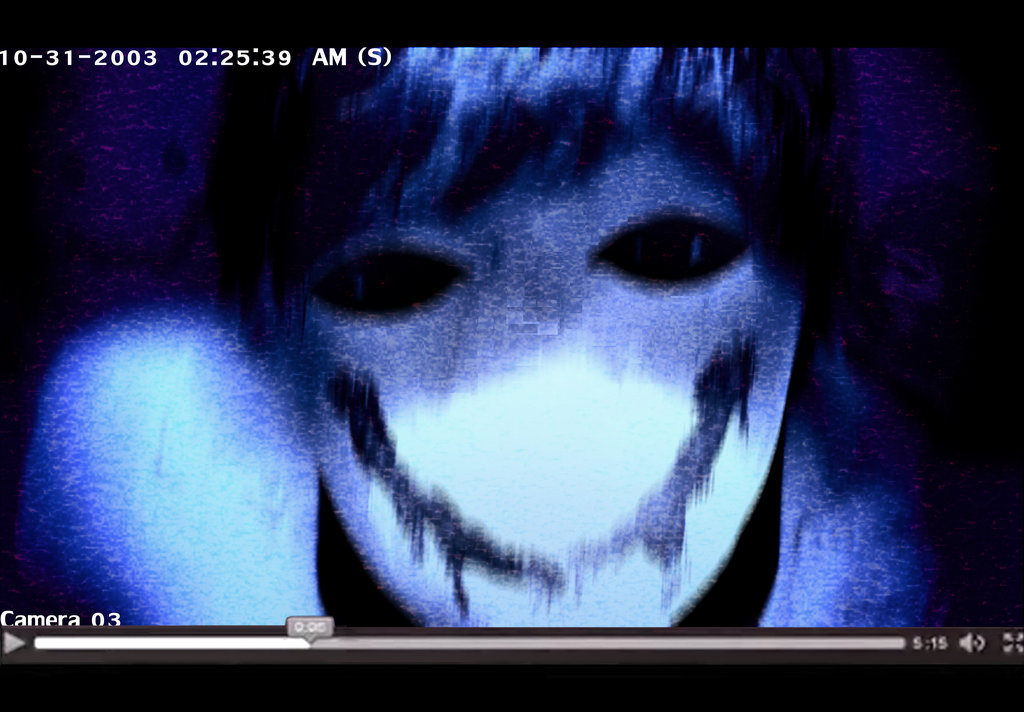
Кадр зі «смертельного відео» (насправді фотомонтаж)

### Зародження
Походження крипі-пасти вбачається в міських легендах 1980-1990-х років про таємничі випадки, пов'язані з електронікою: телевізорами, гральними автоматами чи приставками. На оформлення жанру вплинула популярна «химерна проза», примітною рисою якої є зумисна недосказаність, щоб посилити почуття тривоги та страху.
З поширенням глобальних комп'ютерних мереж у 1990-ті роки з них виник новий жанр сучасного фольклору, де на відміну від міських легенд, які передаються з уст в уста зі змінами, що вносяться кожним новим оповідачем, «мережеві історії» завдяки письмовій формі копіюються майже без змін. Іншою відмінною їх рисою стало багате використання так званих «маркерів страху» — фраз, що розказують про пережитий героєм переляк. Однією з перших подібних історій, що здобула широку популярність, стала «Печерний Тед» (англ. «Ted the Caver»), написана у формі записів у блозі та розміщена в інтернеті у 2001 році.

#### Печерний Тед
«Ted the Caver» —  історія, створена на сайті Angelfire на початку 2001 року. У вигляді блогу були задокументовані пригоди групи друзів, їхні дослідження місцевої печери. Розповідалось, як дослідники рухались вглиб печери, зустрічаючи дивні ієрогліфи й шум вітру. Наприкінці блогу Тед пише, що він і його супутники братимуть пістолети в печеру після того, як пережили там серію кошмарів і галюцинацій. Цей блог не оновлювався після останньої публікації.
У 2013 році вийшла незалежна кінематографічна адаптація історії під назвою «Living Dark: The Story of Ted the Caver» (укр. Жива Темрява: Історія Печерного Теда).

### Оформлення жанру
Терміни «крипі-паста» і «крипі-сторі» (англ. creepy stories, укр. страшні історії) отримали широке поширення у 2006 році завдяки англомовному іміджборду 4chan. Більшість «класичних» історій, які написані від імені анонімного автора і мають позиціюватися як історії з життя користувачів іміджбордів, побачили світ в розділі /x/, присвяченому паранормальним явищам. Треди, присвячені подібним історіям, дістали назву крипі-треди (англ. creepy threads, укр., букв. страшні низки [повідомлень]). Крипі-паста швидко стала одним з найпопулярніших жанрів мережевого фольклору.
Крипі-треди існують як на різних іміджбордах, так і на безлічі форумів загальної тематики.
Попри те, що спочатку крипі-сторі поширювалися абсолютно анонімно, у 2010-і роки як в англійському, так і в іншому сегменті інтернету з'явилося чимало авторів, які використовують постійний псевдонім, а часом навіть не приховують свого справжнього імені.
В інтернеті також існують окремі сайти, що являють собою колекції крипі-сторі. На деяких з них, крім зразків мережевого фольклору, можна також знайти розповіді сучасних професійних письменників в жанрі горор і твори класичної літератури, що передбачили літературу жахів.
Окремим популярним піджанром стали історії, що викликають насамперед посмішку, а не жах. Це, наприклад, історії, написані так погано, що смішать своєю невдалістю, або написані спеціально погано з метою тролінгу, пародії, розповіді на стику з гумористичним жанром і таке інше.

## Поширені теми
«Надприродне» (англ. Supernatural) — зміст такої крипі-пасти обертається навколо міфічних, злих персонажів, таких, як безликий Слендермен. Зазвичай це розповіді про те, як таких істот вперше виявили, що вони роблять з людьми і як часто їх помічають у реальному світі чи на фотографіях. Часто істоти людиноподібні, але з незвичайними рисами. Наприклад, той же Слендермен або Чорноокі діти.
«Закулісся» (англ. Backrooms) — заплутані лабіринти безлюдних офісних приміщень, де оповідач блукає, зустрічаючись із жахливими істотами. Тема набула популярності з 2019 року, коли поширилася на іміджборді 4Chan.
«Смертельні файли» чи «Прокляті технології» (англ. Cursed technology) — комп'ютерні зображення, документи, програми, відеокасети, диски, що мають таємничий, надприродний вплив або поведінку. Наприклад, людей, що бачать певне фото, починає переслідувати надприродна істота, або відеогра містить тривожні, жахливі зображення, повідомлення гравцям. Іноді цьому шукається раціональне пояснення, як-от дія звукових хвиль на психіку. «Смертельні файли» можуть описуватися наслідком експериментів військових. Поширені й містичні пояснення. До прикладу, що попередній власник файлу помер і його дух переслідує нових власників. Деякі зі «смертельних файлів» відтворюються в реальності ентузіастами, як BarelyBreathing.exe, sonic.exe . Такі файли можуть містити жахливі чи відразливі зображення, перехоплювати контроль над комп'ютером. У кодуванні тексту Unicode, вживаючи надмір діакритичних знаків і знаків з екзотичних алфавітів, можна досягнути ефекту, що текст виглядає зіпсованим загадковою силою. Наприклад, о̸̺̞̝͑͊с̴͓̠͙͋͊̚ь̴̡̠͋̽͜͠ т̴͉͔͔͐̚͠а̸̢̻̔̾к̸̙͎̓͊͛͜.
У крипі-пасті про технології в 2020-і виділився піджанр «аналогових жахів» (analog horror), який використовує стилістику аналогових відео кінця XX століття. Відомі представники піджанру: фальшиві записи телеканалу «Local 58», серія псевдодокументальних відео «Gemini Home Entertainment» і мультфільми «The Walten Files», нібито дослідження про появу двійників «The Mandela Catalogue», альтернативно історичне дослідження відомих пам'яток «The Monument Mythos».
«Втрачені епізоди» (англ. Lost episodes) — фото чи відео, що нібито належали особам, які стикнулися з дечим жахливим і ці файли лишилися свідченням їхньої зустрічі; або розповіді про жахливі зображення, котрі несподівано виникали в звичайних телепередачах, часто дитячих. Типова історія такого виду розповідає про те, як оповідач отримує старий DVD-диск з записом страшної події, або як людина в дитинстві побачила епізод мультсеріалу, де відбувалися недоречні страшні події. До прикладу, телепередача «Бухта Кендл» (англ. Candle Cove), невиданий епізод «Суїцид Сквідварда» (англ. Squidward's Suicide) мультсеріалу «Губка Боб Квадратні Штани», невиданий мультфільм студії Діснея «Миша-самовбивця» (англ. Suicide Mouse) про Мікі Мауса, відеоролик «Ґріфтер» (англ. Grifter). Формат «загублених кадрів» можуть мати і повнометражні фільми, так, як «Відьма з Блер» (1999).

## Приклади характерних персонажів і явищ
Зазвичай дії крипі-паст відбуваються в міських умовах, а паранормальні явища не пов'язані з традиційним містицизмом. Інтерес читачів викликають і такі історії, в яких містичний елемент зведений до мінімуму, що дозволяє зробити розповідь близькою до реалістичної. Деякі історії зовсім витримані й узагалі не містять надприродної складової.

### Деякі відомі персонажі крипі-паст

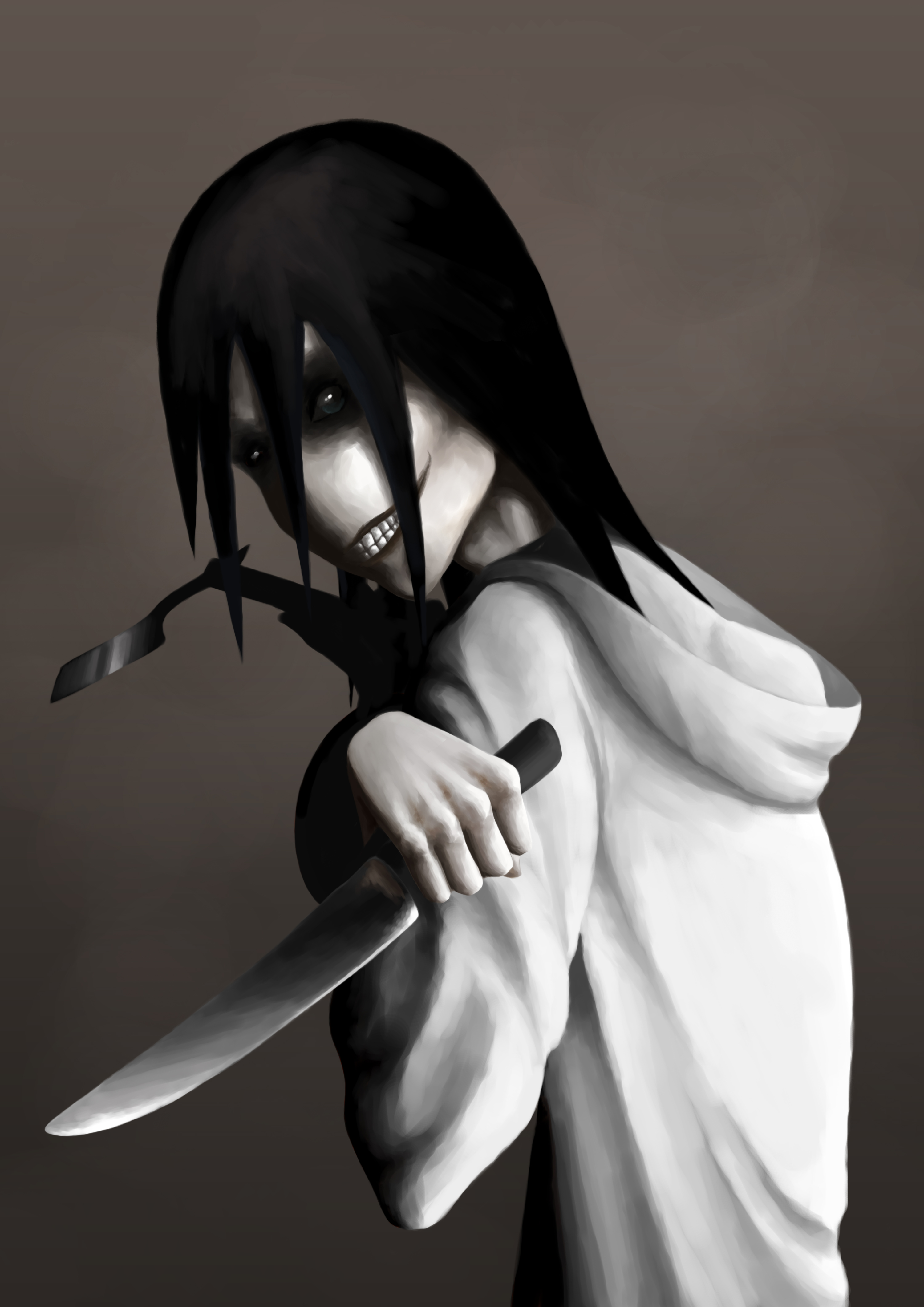
Вбивця Джеф (фан-арт)

Слендермен (англ. Slender Man — худорлявий чоловік, також Слендер чи Слендермен) — найвідоміший персонаж, вигаданий у 2009 році (за приклад був взятий персонаж міських легенд) і став персонажем численних фільмів і відеоігор. Слендер — тонкий, високий гуманоїд, що не має чітких рис обличчя, носить чорний діловий костюм. Персонаж зародився у 2009 році на конкурсі фотомонтажу Something Awful Photoshop, а потім став головним антагоністом у грі Marble Hornets. Згідно з більшістю історій, він викрадає дітей. Легенда також спричинила полеміки щодо нього у 2014 році.
Вбивця Джеф (англ. Jeff the Killer) — неповнолітній серійний вбивця зі знівеченим опіками обличчям, що супроводжує свої вбивства фразою «Засинай» (англ. Go to sleep; в іншому перекладі — «Іди спати»).
"Jeff the Killer" — це історія, що супроводжується зображенням персонажа. У цій історії підліток на ім'я Джеф, йдучи на день народження друга з його молодшим братом, зазнає нападу групи хуліганів. Джеф захищає себе і свого брата і залишає нападників, що лежать на вулиці, з розбитими руками. Пізніше Джеф розуміє, що він любить завдавати шкоду людям, і божеволіє. Наступної ночі він ріже своє обличчя, залишаючи шрам у формі посмішки, і відрізає свої повіки, щоб ніколи не спати. Потім він вбиває своїх батьків і брата, шепочучи їм «ідіть спати». Джеф стає серійним вбивцею, який вночі пробирається в будинки й шепоче «ідіть спати» своїм жертвам, перш ніж убити їх.
У 2013 році користувачі на 4chan заявили, що оригінальний образ Jeff the Killer — це дуже змінена фотографія дівчини, яка вчинила самогубство восени 2008 року.
Рейк (англ. The Rake — Граблі, через форму його рук; або Повзун) — блідий антропоморфний монстр, який нібито мешкає на північному сході США і нападає на людей уночі. Ця вигадана істота представлена в багатьох крипі-пастах. Іноді асоціюється з персонажем фольклору корінних народів Північної Америки — духом-людожером вендиго.

### У відеоіграх

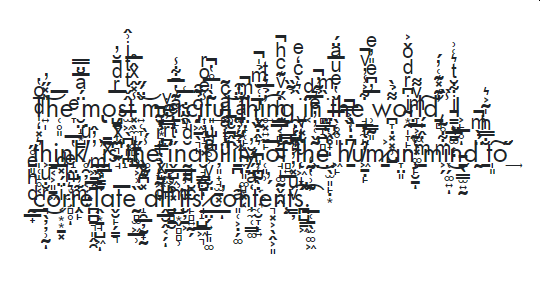
Текст, нібито зіпсований прокляттям (Zalgo)

Бен Потопельник (англ. Ben Drowned) у грі The Legend of Zelda: Majora's Mask, Геробрін (англ. Herobrine) у грі Minecraft і інші шкідливі персонажі відеоігор, що нібито здатні завдавати шкоди гравцям у реальному житті.
Створений користувачем Інтернету Алекс Хол («Jadusable») «Ben Drowned», розповідає історію студента коледжу на ім'я Метт, який купує вживану копію відеоігри The Legend of Zelda: Majora's Mask у літнього чоловіка. Метт вважає, що за картриджем гри слідує примара, хлопчик на ім'я Бен, який потонув. Після видалення файлів збережень Бена, Метт зустрічає тривожні збої й страшні повідомлення, такі як «Ви не повинні були це робити …» і «Ваша доля жахлива, чи не так?».
Геробрін (англ. Herobrine) — один з найупізнаваніших персонажів, пов'язаний зі спільнотою Minecraft, його зображення вперше з'явилося на 4chan's / v / board. За чутками, Геробрін з'являється у світах гравців і будує дивні споруди у формі пірамід. Проте, Mojang підтвердили, що його ніколи не існувало в Minecraft, і немає планів додавати Геробріна (можливо).
Аномальні відеоігри: інді-гра The Theater, NES Godzilla — піратська версія NES-ігри Godzilla: Monster of Monsters, Sonic.exe — зламана ПК-версія 16-бітної гри Sonic the Hedgehog 1991 року, Toonstruck 2 — реальне, але невидане, продовження квесту Toonstruck, мод Jvk1166z.esp гри The Elder Scrolls III: Morrowind, локація «Лавандове містечко» (англ. Lavender Town) в Pokémon Red and Green і т. д.
Синдром Лавандового містечка. Ця легенда стверджує, що незабаром після оригінального японського випуску відеоігор Pokémon Red and Green у 1996 році відбулося збільшення смертності серед дітей віком 10-15 років. Діти, які грали в ігри, як повідомлялося, кричали від страху, побачивши будь-яку з ігор, вставлених в кишенькову консоль Game Boy, і демонстрували іншу нестабільну поведінку, перш ніж здійснити самогубство за допомогою таких методів, як підвішування, стрибки з висот і серйозні каліцтва. Ймовірно, самогубства були пов'язані з моторошною фоновою музикою, що програвалася у вигаданому місці Лавандового містечка в іграх. У каноні гри Lavender Town знаходиться місце переслідуваної вежі Покемонів, де можна знайти їхні численні могили.
Легенда стверджує, що діти, крім того, що є основними гравцями цих ігор, більш сприйнятливі до впливу музичної теми «Lavender Town», оскільки вона нібито містить бінауральні ритми й високий тон, який дорослі не чують. Було припущено, що легенда була натхнена фактичною подією в Японії в 1997 році, коли сотні телевізійних глядачів постраждали через сцену з мерехтливими зображеннями в епізоді аніме про Покемонів під назвою «Dennō Senshi Porygon».
«NES Godzilla Creepypasta» — це історія, написана користувачем Інтернету Cosbydaf. Вона подається, як розповідь персонажа на ім'я Зак, який грає в незвичайну копію гри Nintendo Entertainment System Godzilla: Monster of Monsters !. У міру того, як Зак прогресує в грі, в нього виникають галюцинації, в грі починають фігурувати нові монстри, а його відвідує зловмисна, надприродна істота на ім'я Ред.
Ця історія часто отримувала високу оцінку за новий підхід до крипі-пасти за формулою відеоігор, і за ілюстрації до неї у вигляді скріншотів, що містять тисячі спрайтів, створених автором розповіді.
«Sonic.exe» — це крипі-паста, створена користувачем JC-the-Hyena. Ця історія описує випадок з життя підлітка на ім'я Том, який спостерігає серію дивних багів, коли грає в класичну Sonic the Hedgehog (1991). Оригінальна історія сумнозвісна своєю низькою грамотністю та клішованістю, за що була знята з вебсайту і переміщена до (зараз неіснуючої) вікі Trollpasta.
Ця крипі-паста є основоположником «.exe» жанру крипі-паст, історій про таємниче зламані програми, в основному ігри. Багато інших ігор отримали власну «.exe» історію або і справжню зламану версію (включаючи Mario, Toy Story і Pacman), створену ентузіастами.

## Споріднені сетинги
Жанр крипі-пасти вплинув на деякі сучасні сетинги колективної мережевої творчості:
- SCP Foundation — вигадана організація, що несе відповідальність за утримання аномальних об'єктів, які загрожують існуванню людства. Ідея про неї зародилася на іміджборді 4chan 2007-го року. Її сайт, заснований 2008 року, містить архів статей і звітів, де описано характеристики аномальних об'єктів (істот, предметів, людей з незвичайними здібностями) та особливості їхнього утримання, що нерідко передбачають аморальні дії, як-от необхідність регулярно жертвувати людьми чи маніпулювати масовою свідомістю задля загального блага. Подібні організації раніше описувалися в телесеріалах «Торчвуд» і «Цілком таємно»[40][41].

- «Хранителі» англ. (The Holders) — збірник інструкцій з пошуку певних Хранителів магічних Об'єктів і проходження випробувань, необхідних для отримання Об'єкта. Більшість інструкцій починається зі слів «У будь-якому місті будь-якої країни вирушай в будь-яку психіатричну лікарню або будь-який реабілітаційний центр» (англ. In any city, in any country, go to any mental institution or halfway house). Дорога до Хранителя та проходження випробування неодмінно пов'язані зі смертельним ризиком для шукача. При цьому також відомо, що Об'єкти в жодному разі не повинні бути зібрані разом[42].
- Самозбір (рос. Самособор) — сетинг, виниклий у 2018 році на російськомовних іміджбордах, який описує антиутопічний світ, цілком заповнений нескінченними «хрущовками» — «Гігахрущівкою». В ньому поєднуються естетика радянського тоталітаризму, розрухи та фантастичні теми, як-от кібернетичні протези та мутанти. «Гігахрущівка» періодично зазнає впливу таємничого Самозбору, котрий проявляється у вигляді фіолетового туману, непередбачувано перебудовує споруди та згубно діє на людей. Типові історії про цей сетинг мають вигляд розділених речень, що розповідають про окремий буденний випадок ніби з життя самого читача («Ти живеш на 556 поверсі будівлі П-46…»)[43].

## Крипі-паста як фендом
На початку 2010-их стали активно поширюватися вторинні стосовно оригінальних крипі-паст варіації — доповнення, сиквели, приквели й т. ін. На цьому тлі в інтернеті виник фендом, пов'язаний з людськими й антропоморфними персонажами крипі-паст. Завдяки йому виникло специфічне тлумачення терміна «крипі-паста», що означає саме подібних персонажів, а не жанр інтернет-фольклору, той що їх породив. В його рамках створено велику кількість фан-арту, в тому числі фанфиків. Найбільш популярними героями стали Джеф і Слендермен. Однак цей фендом здобув собі погану славу прихистку психічно неврівноважених підлітків і вважається «токсичним» в західних країнах. Захоплення крипі-пастою може призводити до безсоння та надмірної тривожності. Як це сталося, наприклад, через персонажа Момо, навколо якого виникла гра, що зобов'язує розсилати фото істоти. Описи самогубств і самокаліцтв, присутні в крипі-пасті, здатні підштовхнути дітей до їх повторення в реальному житті.
Найважчий удар по його репутації було завдано у 2014 році, коли дві 12-річні школярки з американського штату Вісконсин вчинили замах на вбивство своєї подруги, пояснивши свої дії бажанням стати послідовниками Слендермена.
Негативне ставлення як до фендому, так і до терміну «крипі-паста» також підігрівають публікації в ЗМІ, в яких крипі-паста згадується в одному ряду з «групами смерті» і грою «Синій кит». Для запобігання надмірному захопленню крипі-пастою рекомендується пояснювати дітям, що ці історії чи зображення є вигадкою, та цікавитися тим, що тривожить дітей у реальному житті.

#### Зарубіжні архіви крипі-паст
- https://www.creepypasta.com [Архівовано 23 вересня 2020 у Wayback Machine.]
- https://www.reddit.com/r/creepy [Архівовано 5 травня 2019 у Wayback Machine.]
- https://www.reddit.com/r/nosleep [Архівовано 5 травня 2019 у Wayback Machine.]